# Hovercraft tank
De Hovercraft tank, of officieel de Amfibische zwevende tank (Russisch: Земноводный подлетающий танк, zjemnovodnyj podletajoesjtsjiej tank), was een voertuig ontwikkeld in 1937 in de Sovjet-Unie. Het project stond onder leiding van professor Vladimir Israilevich Levkov, die samen met een team van ingenieurs en de Moskouse vliegtuigfabriek #84 een mock-up fabriceerde. Het project is nooit verder gekomen dan de ontwerp-fase.

## Geschiedenis
De eerste succesvolle experimenten met hovercrafts in de Sovjet-Unie gaan terug tot de midden jaren 30 en zijn sterk verbonden met Vladimir Levkov. Hij was een getalenteerd ingenieur en ontwerper wie de theorie achter de hovercraft al had bewezen in 1925 in zijn verhandeling genaamd De wervelingstheorie van de rotor (Russisch: Вихревая теория ротора, Vichrevaja teorija rotora). In 1934 werd de L-1 Hovercraft ontworpen en gebouwd in zijn laboratorium en later zou de L-5 Snelle Aanvalsboot volgen. Het werd duidelijk dat er veel potentie was in het verder ontwikkelen van deze transportatie techniek.
Tegelijk met het ontwikkelen van civiele voertuigen probeerde Levkov de technologie ook te gebruiken voor militaire doeleindes. In 1937 begon een groep van ingenieurs onder zijn leiding aan het ontwikkelen van een "hovercraft tank" in de Moskouse vliegtuigfabriek #84. In originele documentatie sprak men van een amfibische zwevende tank. Het was losjes gebaseerd op de L-1 Hovercraft ontwerp, maar leek ook op de L-5, welke tegelijkertijd in ontwikkeling was. De ontwikkelaars beweerde dat het voertuig efficiënt zou kunnen worden gebruikt in zowel moerassige en zanderige gebieden, alsook in gebieden met veel rivieren en meren. Tegen het einde van 1937 werd er een 1:4 schaalmodel gebouwd. Het project kreeg waarschijnlijk onvoldoende aandacht van hoge militaire en werd daarom nooit afgemaakt.

## Ontwerp
De gestroomlijnde romp had een U-vormige doorsnede, net zoals de L-1 Hovercraft, en zou worden gebouwd met een bepantsering van 10-13 mm, met een naar beneden aflopende boeg en achterkant.
Twee M-25 vliegtuigmotoren (samen goed voor 1450 pk) stuurde de twee propellers aan, die gemonteerd waren in verticale tunnels in de voor- en achtersteven van de romp. De documentatie meldde dat het acht en een halve ton zware voertuig 20-25 cm boven het water- of landoppervlak zou kunnen zweven en met een snelheid van 120km/u zou kunnen reizen. Het voertuig kon van koers veranderen met behulp van een jaloezie-achtig systeem, dat de luchtstroom kon reguleren.
De tank was ontworpen om door twee man te worden bediend; de bestuurder zat achter de voorste propeller en de commandant/schutter bemande de cilindrische geschutskoepel dat 360 graden roteren kon. De bewapening van het voertuig bestond uit één 7,62 mm Degtyarev machinegeweer.

## Moderne evaluatie
Hoewel het lastig is om in te schatten hoe effectief het voertuig zou zijn in een gevecht, vanwege het unieke concept van een zwevende tank, is het duidelijk dat de snelheid en de mogelijkheid om zich over zowel land als water te verplaatsen de voornaamste voordelen zouden zijn. Echter zou de technische betrouwbaarheid, en in het algemeen het bestaan van zo'n soort voertuig, betwistbaar zijn, in acht nemend de technologische kennis en de kennis over hovercrafts in de jaren 30. Tevens zou de dunne bepantsering en het grote formaat de tank een makkelijk doelwit maken voor antitankgeschut of zelfs grote kaliber machinegeweren en snelvuurkanonnen.
De reden dat de ontwikkeling is gestaakt is onbekend.
Later heeft Pavel Grohovsky, een vliegtuigontwerper en uitvinder, gewerkt aan een zwevende pantserauto met hulpwielen bij de luchtmacht van het Rode Leger OKB. Ook dit project werd nooit afgerond.

## In popcultuur
In de Final Stand DLC van het videospel Battlefield 4 komt er een fictieve hovertank voor met de naam "HT-95 Levkov". Dit zou een verwijzing kunnen zijn naar Vladimir Israilevich Levkov, de hoofdontwerper van de hovercraft tank.